# Europese kampioenschappen judo 1978 (vrouwen)
De Europese kampioenschappen judo 1978 werden op 11 november 1978 gehouden in Keulen, West-Duitsland.

## Resultaten
| Gewichtsklasse | Goud               | Zilver            | Brons                                    |
| -------------- | ------------------ | ----------------- | ---------------------------------------- |
| – 48 kg        | Jane Bridge        | Annie Vial        | Christine Jankowski Maria Luisa Iglesias |
| – 52 kg        | Edith Hrovat       | Sacramento Moyano | Thérèse Nguyen Christiane Herzog         |
| – 56 kg        | Gerda Winklbauer   | Dawn Netherwood   | Rebecca Ljungbergh Elisabetta Ricciato   |
| – 61 kg        | Ingrid Berg        | Martine Rottier   | Jeannine Peeters Gloria Monti            |
| – 66 kg        | Karin Krüger       | Verena Rothacher  | Paulette Fouillet Marie-France Mill      |
| – 72 kg        | Barbara Claßen     | Catherine Pierre  | El Vermeer Avril Malley                  |
| + 72 kg        | Christiane Kieburg | Margit Schmutzer  | Giovanna Parenti Muriel Samery           |
| Open           | Verena Rothacher   | Jocelyne Triadou  | Marie-France Mill Avril Malley           |

## Medailleklassement
| Plaats | Land                     | Goud | Zilver | Brons | Totaal |
| 1      | Bondsrepubliek Duitsland | 4    | -      | 1     | 5      |
| 2      | Oostenrijk               | 2    | 1      | -     | 3      |
| 3      | Verenigd Koninkrijk      | 1    | 1      | 2     | 4      |
| 4      | Zwitserland              | 1    | 1      | 1     | 3      |
| 5      | Frankrijk                | -    | 4      | 3     | 7      |
| 6      | Spanje                   | -    | 1      | 1     | 2      |
| 7      | Italië                   | –    | -      | 3     | 3      |
| 7      | België                   | –    | -      | 3     | 3      |
| 9      | Nederland                | –    | –      | 1     | 1      |
| 9      | Zweden                   | –    | –      | 1     | 1      |
|        | Totaal                   | 8    | 8      | 16    | 32     |